# Дикалб (окръг, Мисури)
Окръг Дикалб (на английски: DeKalb County) е окръг в щата Мисури, Съединени американски щати. Площта му е 1103 km², а населението - 11 597 души (2000). Административен център е град Мейсвил.